# Laneno olje
Laneno olje se uporablja za pripravo hladnih jedi, kot so solate ali pa kot dodatek h kuhanim jedem, ko se ohladijo. Prav tako ga lahko uporabljamo kot dodatek k jogurtom, beljakovinskim napitkom in ostalim mlečnim izdelkom. 
Ima blagodejen učinek na celotno telo, saj vsebuje velike količine omega-3 in omega-6 maščobnih kislin, ki ju telo ni sposobno samo proizvesti. Odlično vpliva na krvni obtok, imunski sistem, presnovo maščob, znižuje krvni tlak, zmanjša možnost nastanka rakavih celic, ugodno vpliva celo na težave z neplodnostjo tako pri ženskah, kot pri moških.
Uporaba lanenega olja je zelo koristna tudi takrat, ko že opažamo določene težave. V telesu namreč optimizira izkoriščanje energije in spodbuja obnovo celičnih struktur. Vsebuje tudi fosfolipide, ki omogočajo obnovo membran in izboljšajo delovanje živčnih celic. Ob uporabi v primernih količinah dovolj časa, lahko vidno začnemo opažati, da postane koža bolj gladka, imamo več energije, rane se začnejo celiti hitreje, izboljša se imunska odpornost telesa, izboljša se hormonsko ravnovesje, kar posledično vodi do zmanjšanega občutka stresa.
Priporočeno je dnevno zaužitje 2-3 žlic olja, kombinirano s hrano. Najboljše je, če ga dodamo jogurtu ali nemastni skuti in pred zaužitjem dobro premešamo.